# Scharnstein
Scharnstein est une commune autrichienne du district de Gmunden en Haute-Autriche.